# 교조주의

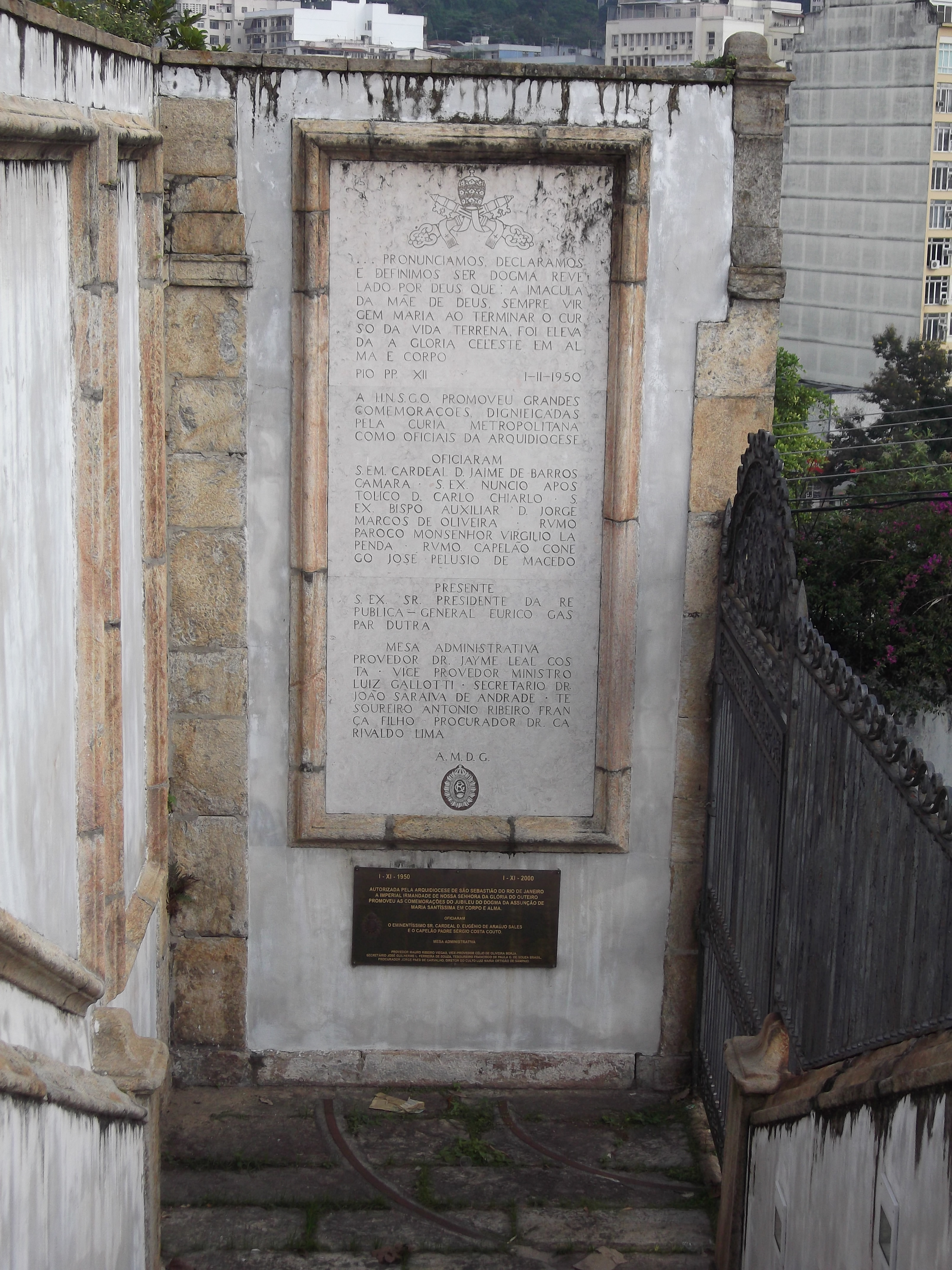

교조주의(영어: Dogmatism, 敎條主義) 또는 독단주의(獨斷主義)란 특정한 사상 및 종교의 이론과 교의를 맹신하는 경향을 뜻한다.
실제 교조주의의 의미는 여러 가지가 있으며, 그 의미는 크게 세 가지로 나눠진다.
1. 인식 이론 논쟁에서 경험(經驗)·지각(知覺)·다원성(多元性)을 경시하고 이성(理性)·인식(認識)·일원성(一元性)을 극단적으로 중시하는 경향을 말한다.
2. 특정한 사상이나 종교 스스로가 갖고 있는 지배적인 문헌이 존재할 때, 해당 문헌이 가리키는 구절과 문장 단편적으로 해석하여 기계적으로 이해하는 것을 말한다.
3. 특정한 사상이나 종교에 대해 그것의 역사적 배경을 고려하여 생각하지 않고 어느 시대에나 무비판적으로 적용하는 것을 말한다.

## 용어
‘Dogma’라고 불리는 용어는 ‘생각하는 것은 참된 것’을 뜻하는 그리스어 ‘δόγμα’로부터 유래하였다. 현재 부정적인 뜻으로 쓰이는 것과 달리, 고대 그리스 스토아 학파 철학에서 ‘본질을 사유하는 것’을 뜻하였다. 따라서 도그마는 철학 수행의 일반적 방법론이었다.
현재 통용되는 ‘교조주의’의 일반적인 의미는 근대 시기 인간의 경험을 무시하고 오로지 이성만을 추구하는 극단적 합리주의자를 임마누엘 칸트(Immanuel Kant)가 교조주의자로 비판하면서부터 생겨났다. 이후 교조주의는 특정 사상과 종교를 맹신하는 행위를 가리키는 용어로도 쓰였다.
한편 철학계에서 교조주의라는 용어는 칸트의 비판 이후 점차 확정적인 의미를 갖게 되었다. 프리드리히 빌헬름 요제프 셸링(Friedrich Wilhelm Joseph Schelling)이 칸트를 비판하고 기존 합리주의를 계승·발전하였는데, 이때 셸링은 교조주의자로 칭해졌다. 현대 심리철학 영역에서도 마찬가지로 교조주의는 인간 정신에 대해 정초주의(定礎主義)를 전제하며, 오감과 인식을 엄격히 나누고, 경험을 부차적인 것으로 간주하는 경향을 지칭한다. 이는 1950년대 이후 영미철학계에서 이어진 합리주의에 대한 맹렬한 비판과 무관하지 않다.

## 교조주의의 예
근대 시기에 쓰여진 교조주의는 일반적으로 극단적인 합리주의자를 지칭하는 단어로 쓰였으나, 현대 사회에서 교조주의는 종교와 특정 사상에서 특정한 용어로 쓰이고 있다. 특히 특정 사상과 종교에 대한 맹신을 교조주의라고 칭하기도 한다.

### 기독교 근본주의 신학
그리스도교에서 교조주의는 성경에 대한 범적인 해석을 전제로 하는 자유주의신학에 대항하는 근본주의 신학을 가리킨다. 성경 텍스트에 대한 문자주의(文字主義) 해석은 그리스도교 내 교조주의의 주요한 경향이다.

### 정통마르크스주의
마르크스주의에서는 교조주의를 카를 마르크스(Karl Marx)의 사상을 마르크스가 살던 시대의 역사·정치·경제·사회적 배경을 생각하지 않고, 어디에나 정통마르크스주의 이론을 그대로 적용시키는 행태를 비판하는 말로 쓴다. 실제 마르크스주의 역사학자들은 왜 마르크스가 모든 인류의 역사를 계급투쟁의 역사라고 비평한 이유를 다양한 배경에 근거하여 생각하지 않고, 분쟁이 일어나면 무조건 ‘계급투쟁’이라고 하는 것을 유사 마르크스주의라고 비평한다. 때문에 러시아의 블라디미르 레닌(Влади́мир Ле́нин)은 정통마르크스주의를 무분별하게 고수하던 멘셰비키의 교조주의를 맹렬히 비판했으며, 이들은 각 노동 계급이 처한 현실에 맞게 마르크스주의를 발전시켰다.
중국 혁명의 과정에도 교조주의는 커다란 문제로 인식됐다. 마오쩌둥(毛澤東)은 『모순론』에서 다음과 같이 주장하였다.
이 문제에서 우리의 교조주의자들이 범한 오류는 한편으로는 모순의 특수성을 연구하여 상이한 각개 사물의 특수한 본질을 인식 하여야만 모순의 보편성을 충분히 인식할 수 있고 제 사물의 공통된 본질을 인식할 수 있다는 것을 모르는 데 있으며, 다른 한편으로는 우리가 사물의 공통된 본질을 인식한 뒤에는, 또 아직 깊이 연구되지 않았거나 새로 나타난 구체적 사물을 계속 연구하지 않으면 안 된다는 것을 모르는 데 있다. 우리의 교조주의자들은 태만분자들이어서 구체적 사물에 대한 어떠한 간고한 연구사업도 거절하며 일반적인 진리를 허공에서 떨어지는 어떤 것으로 보고 그것을 파악할 수 없는 순전히 추상적인 공식으로 만들어버리며, 인류가 진리를 인식하는 이 정상적인 순서를 완전히 부인하며, 또 그것을 전도한다. 그들은 인류인식의 두 괴정의 상호연관——특수로부터 일반에 이르고, 일반으로부터 특수에 이르는——도 모르고 있다. 그들은 마르크스주의의 인식론을 전혀 모른다.
 — 마오쩌둥, 『모순론』(1937)에서
이는 마르크스주의 내 교조주의를 비판한 것이지만, 동시에 당대 사회에 대한 마르크스주의 변증법의 구체적이고 실질적인 적용을 요구한 것이라고도 할 수 있다.

## 같이 보기
- 신앙

## 참고 자료
- 이 문서에는 다음커뮤니케이션(현 카카오)에서 GFDL 또는 CC-SA 라이선스로 배포한 글로벌 세계대백과사전의 내용을 기초로 작성된 글이 포함되어 있습니다.